# Parlamentarische Versammlung EURO-NEST

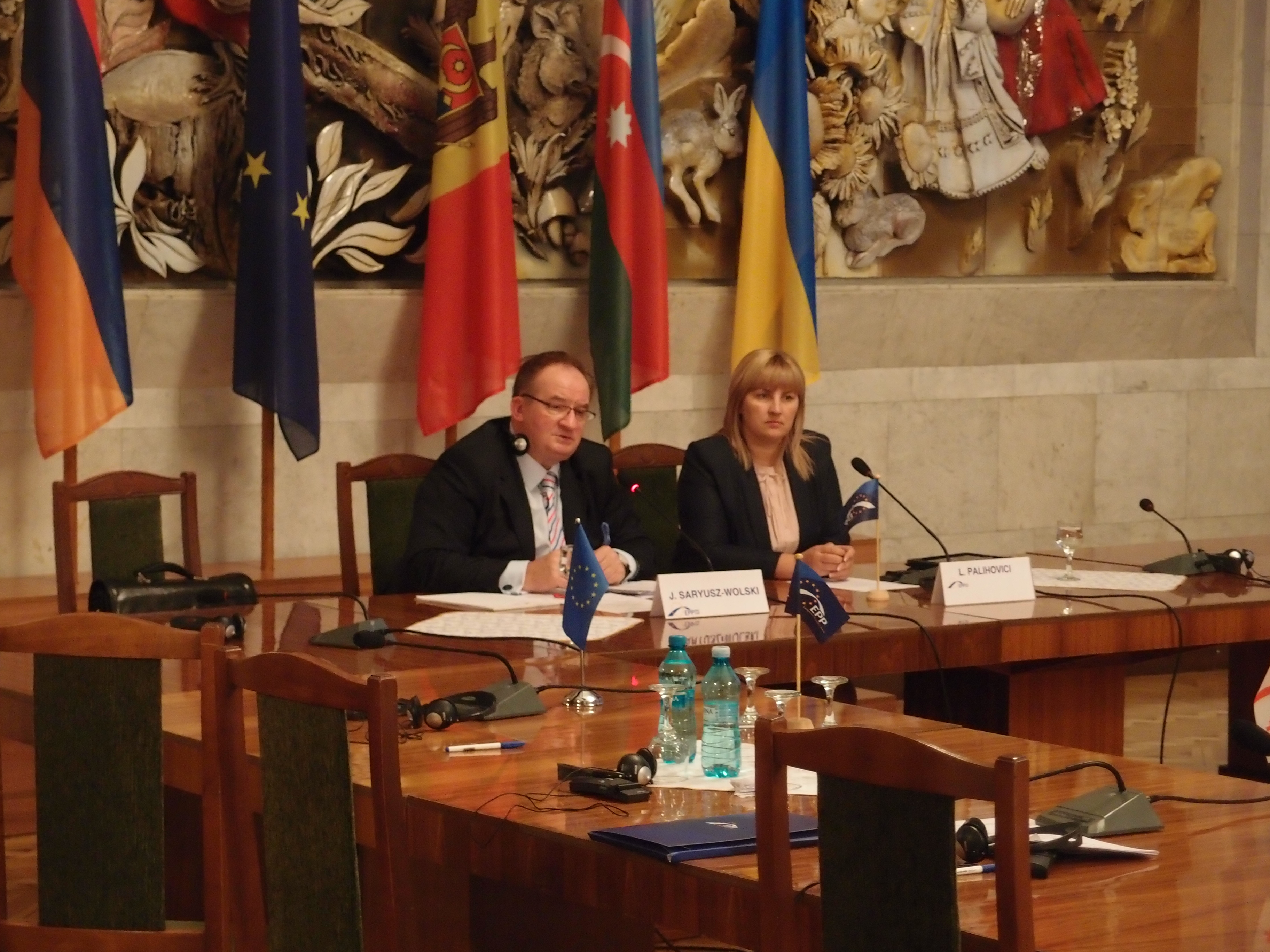
EVP-EuroNest-Treffen in Moldawien, Okt. 2012

Die Parlamentarische Versammlung EURO-NEST (PV EURO-NEST) ist eine parlamentarische Versammlung, in der sich Abgeordnete des Europäischen Parlaments mit ihren Kollegen aus den Staaten der Östlichen Partnerschaft beraten. Das Akronym „EURO-NEST“ leitet sich aus „Europäische Nachbarschaftspolitik“  und dem französischen Wort für „Ost“ (est) ab.

## Geschichte
In der „Entschließung des Europäischen Parlaments vom 24. April 2008 zur Jährlichen Strategieplanung der Kommission für 2009“ heißt es in Ziffer 35:

„Das Europäische Parlament [...] fordert die Kommission auf, die Schaffung einer parlamentarischen Dimension der Nachbarschaftspolitik Ost durch die Einsetzung einer Parlamentarischen Versammlung EU-Nachbarschaft Ost zu unterstützen, in der Mitglieder des Europäischen Parlaments und Mitglieder der nationalen Parlamente aus den Ländern der Nachbarschaft Ost zusammenkommen.“

Am 3. Mai 2011 wurde die Parlamentarische Versammlung EURO-NEST in Brüssel gegründet. Die ständigen Ausschüsse treffen sich zweimal, die Parlamentarische Versammlung als Ganzes einmal pro Jahr.

## Zusammensetzung
Die Parlamentarische Versammlung EURO-NEST besteht aus 60 Mitgliedern des Europäischen Parlaments und 10 Mitgliedern der Teilnehmenden Osteuropäischen Länder. Es nehmen die Länder Armenien, Aserbaidschan, Georgien, Republik Moldau und Ukraine teil.

## Mitglieder (unvollständig)
Stand 29. Juli 2024:

### Delegation aus Armenien
- Maria Karapetyan (Delegationsführerin)
- Arman Yeghoyan
- Babken Tunyan
- Sargis Khandanyan
- Meri Galstyan
- Tatevik Gasparyan
- Artur Khachatryan
- Anna Grigoryan
- Hayk Mamijanyan
- Elinar Vardanyan